# جايسون داي (مجدف)
جايسون داي (بالإنجليزية: Jason Day)‏ هو مجدف أسترالي، ولد في 28 نوفمبر 1970 في Kerang ‏ في أستراليا.

## وصلات خارجية
- جايسون داي على موقع الاتحاد الدولي للتجديف (الإنجليزية)
- جايسون داي على موقع اللجنة الأولمبية الدولية (الإنجليزية)
- جايسون داي على موقع أوليمبيديا (الإنجليزية)
- جايسون داي على موقع اللجنة الأولمبية الأسترالية (الإنجليزية)